# Tetrametilestanho
Tetrametilestanho é um composto organometálico com a fórmula (CH3)4Sn. Este líquido, um dos mais simples compostos organoestanho, é útil para  conversão mediada por metal de transição de cloretos ácidos à metilcetonas e haletos de arila à cetonas arilmetila. É volátil e tóxico, requerendo cuidados quando usado em laboratório.